# Bombaim (estado)
O estado de Bombaim é um antigo estado da Índia. 
Durante o controle britânico, as porções do litoral ocidental da Índia governadas diretamente pelos britânicos integravam a Presidência de Bombaim, que se tornou em 1937 uma província da Índia britânica. Após a independência da Índia, em 1947, muitos ex-Estados principescos, inclusive os estados no Guzerate e no Decão, foram fundidos com a antiga província de Bombaim, que se tornou o estado de Bombaim.
O estado foi consideravelmente ampliado a leste em 1 de novembro de 1956, para incorporar a região de Marathwada, até então pertencente ao estado de Hiderabade, a região de Vidarbha, do sul de Madhya Pradesh (ambas de língua marata), e as regiões de Saurashtra and Kutch, de língua guzerate. O extremo sul do estado, de idioma canará, tornou-se parte do novo estado de Karnataka.
O estado de Bombaim abrigava movimentos linguísticos maratas e guzerates, ambos buscando criar estados separados conforme os respectivos idiomas. O movimento Mahagujarat, em Guzerate, era chefiado por Shri Indubhai Yagnik. Em 1 de maio de 1960, quando o movimento que defendia um estado marata separado se tornou violento, o estado de Bombaim foi dividido entre os estados de Guzerate e Maharashtra.
Foram três os ministros-chefes do estado de Bombaim, ao longo de sua história: Balasaheb Gangadhar Kher, Morarji Desai e Yashwantrao Chavan.